# Monumentul lui Hristo Botev din Botevgrad

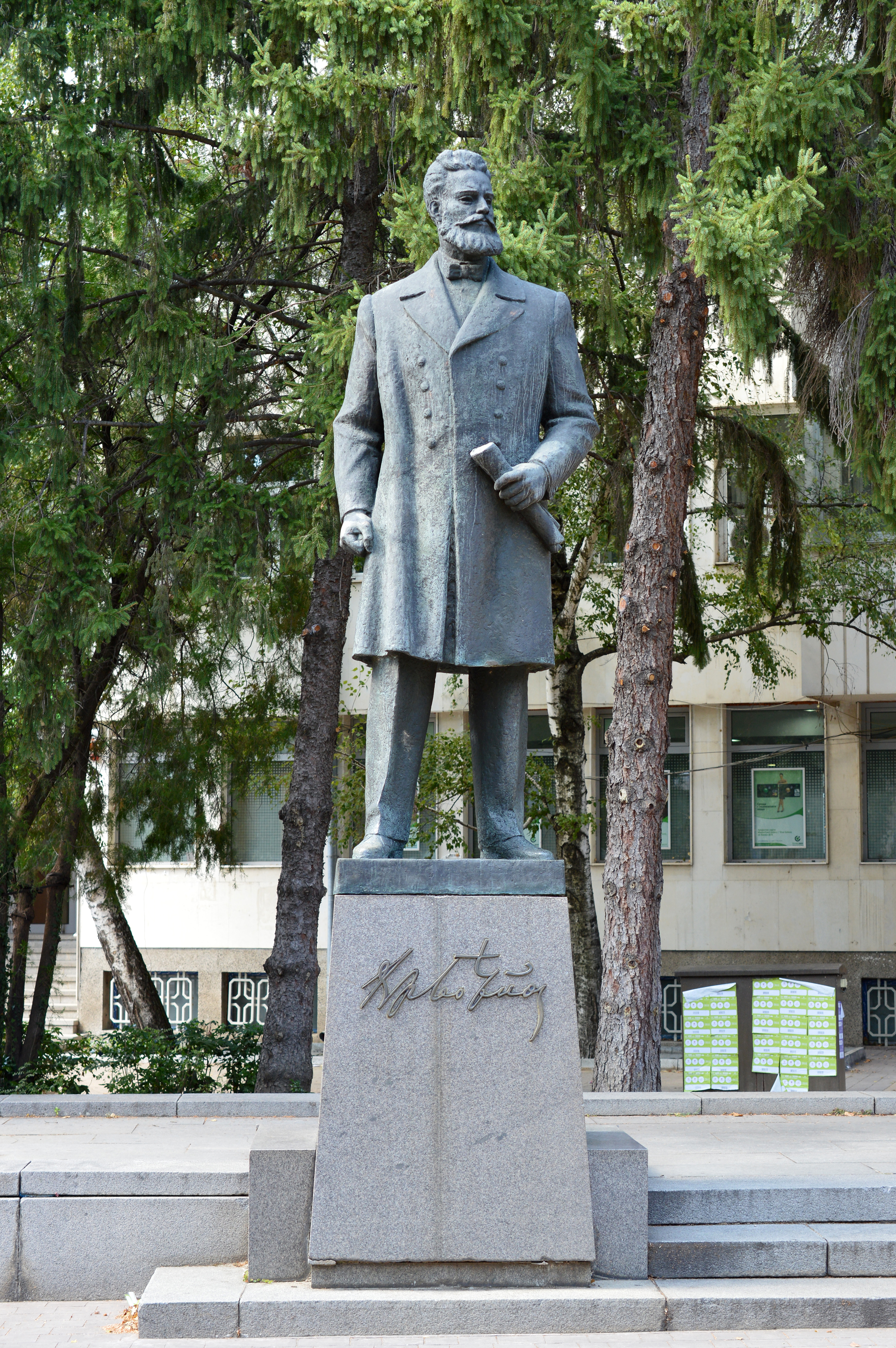
Monumentul lui Hristo Botev

Monumentul lui Hristo Botev este unul dintre simbolurile orașului Botevgrad, Bulgaria, orașul însuși fiind numit în cinstea poetului. Acesta este situat în scuarul central al orașului, lângă primărie.
Ideea de a construi monumentul a venit de la primarul Ivan Nikolciovski⁠(d) în anii 1950 și a fost susținută de consiliul local. În 1959-1960 a început căutarea unui autor al instalației, fiind ales proiectul sculptorului prof. Ivan Mandov. Întâlnirea cu el și discuțiile publice au avut loc în sala consiliului în mai 1960. Mandov a prezentat un model de gips al monumentului, după care primarul a dat cuvântul celor prezenți pentru discursuri, sugestii și aprecieri. Au luat cuvântul reprezentanți ai Partidului Comunist Bulgar, ai „frontului patriotic”, sindicatelor, cooperativelor etc. Declarațiile au fost negative, uneori sarcastice, sugerându-se ca monumentul să fie instalat în Bardceto, Cekanița, Zelin sau alte locuri. Astfel, întrebarea privind monumentul lui Hristo Botev a rămas deschisă până în 1966. Apoi, cu ocazia apropierii celei de-a 100-a aniversare a orașului, problema a apărut din nou pe ordinea zilei. Autoritățile Botevgradului l-au convins pe Mandov să-și pună ideea în aplicare, promițându-i că nu vor interveni în procesul de creație.
Monumentul a fost dezvelit la 9 octombrie 1966, cu ocazia aniversării a 100 de ani de la întemeierea orașului. La ceremonia de deschidere au fost prezenți președintele țării Todor Jivkov, o delegație din orașul înfrățit Saransk, cât și oaspeți din țară și din regiune. Panglica a fost tăiată de Jivkov.
Sculptura îl reprezintă pe Hristo Botev în picioare. În mâna stângă, el ține o coală de hârtie, simbol al geniului său poetic și publicist. Sculptura a fost turnată din bronz la turnătoria Uniunii pictorilor din Bulgaria. Piedestalul este creația arhitectului Pavel Atanasov. La baza monumentul se află copii ale proceselor-verbale prin care a fost acceptată ridicarea sculpturii, inclusiv cele din 1960.